# Heinfels
Heinfels ist eine Gemeinde mit 1000 Einwohnern (Stand 1. Jänner 2024) im Tiroler Bezirk Lienz. Die Gemeinde liegt im Gerichtsbezirk Lienz.

## Geografie
Heinfels liegt am Zusammenfluss der Drau mit dem Villgratenbach in 1078 m ü. A., wobei die Gemeinde Teile des Pustertales und des unteren Villgratentals umfasst. Im Norden liegen auf dem Gemeindegebiet die sonnseitigen Abhänge der Villgrater Berge unterhalb des Tessenberger Sees, im Süden befindet sich das zu den Karnischen Alpen gehörende, schattseitige Kaserbachtal. Höchster Punkt des Gemeindegebietes ist das Hollbrucker Eck (2573 m ü. A.), der niedrigste Punkt des Gemeindegebietes befindet sich im Bereich der Drau an der Gemeindegrenze zu Strassen in rund 1069 m ü. A. Nachbargemeinden von Heinfels sind Sillian im Westen, Außervillgraten im Norden, Strassen im Osten und Kartitsch im Südosten.

### Gemeindegliederung

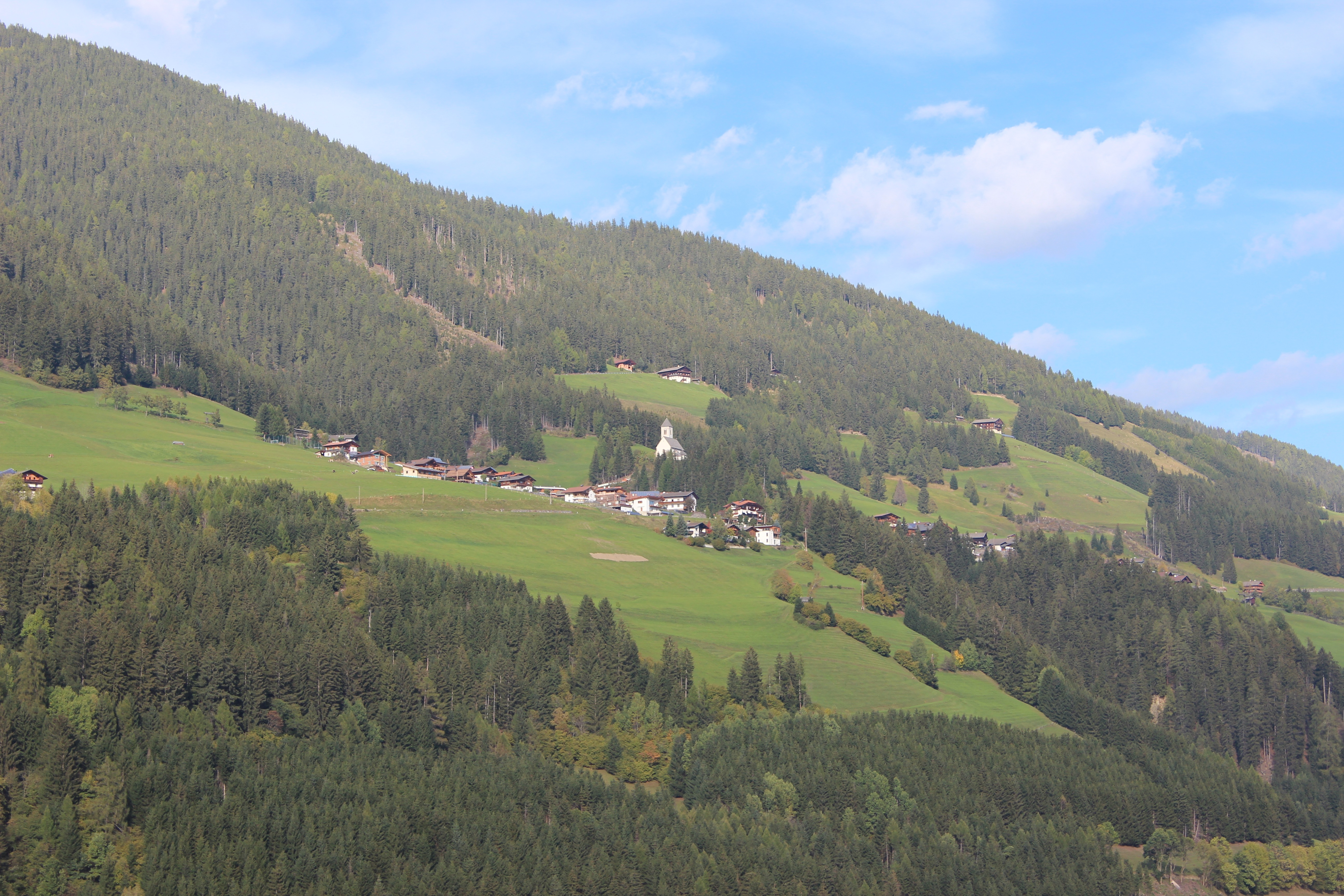
Tessenberg

Die Gemeinde Heinfels besteht aus den Katastralgemeinden Panzendorf im westlichen Gemeindegebiet und Tessenberg im nordöstlichen Gemeindegebiet, wobei Panzendorf mit einer Größe von 866,91 Hektar deutlich größer als Tessenberg mit 589,35 Hektar ist. Panzendorf umfasste 2001 765 Menschen und 223 Gebäude, Tessenberg 232 Menschen und 67 Gebäude.
In der Katastralgemeinde Panzendorf bildet das Dorf Panzendorf auf 1078 m ü. A. die Hauptsiedlung. Sie befindet sich am linken und rechten Ufer des Villgratenbaches vor der Mündung in die Drau, wobei zwischen dem fast ausschließlich am linken Ufer des Villgratenbaches liegenden Ortsteil Panzendorf und den südlich liegenden, neueren Siedlungsgebieten Aue und Blumaue unterschieden wird. Oberhalb bzw. nördlich von Panzendorf schließt sich das Schloss Heinfels an, nordwestlich zudem der Ortsteil Schlossmühle beiderseits des Villgratenbaches. Ebenfalls ein neueres Siedlungsgebiet ist die Siedlung Hinterheinfels auf 1200 m ü. A., an die sich nördlich die an den sonnseitigen Abhängen gelegene Streusiedlung Heinfelsberg 1150 m ü. A. anschließt. Innerhalb der Streusiedlung werden die westlich des Gaisbaches gelegenen Rotten Rain und Huben sowie die östlich gelegene Häusergruppe der Rießerhöfe unterschieden. Westlich von Panzendorf liegt hingegen der Einzelhof Faider. Südlich von Panzendorf bzw. südlich der Drau liegt mit der Rotte Rabland ebenfalls ein Neubaugebiet, an das sich südlich der Einzelhof Kolechen anschließt. Ebenfalls im Bereich der Schattenseite des Tals an der Grenze zu Sillian bzw. westlich des Kaserbaches liegt der Weiler Gschwendt auf 1207 m ü. A.
In der Katastralgemeinde Tessenberg ist das Dorf Tessenberg die einzige größere Siedlung. Lediglich nördlich von Tessenberg befindet sich auf den Sonnenhängen die kleine Rotte Oberberg. Zudem gehört auch die leicht außerhalb des Dorfes liegende St.-Johannes-Kirche und das Alpengasthaus Tessenberger Almrast zu Tessenberg.

### Topographie
Die Drau hat auf dem Gemeindegebiet von Heinfels nur ein schmales Tal ausbilden können, in das von Norden her der Villgratenbach mündet. Dieser bildet auch die Ostgrenze zur Gemeinde Außervillgraten. In den Villgratenbach münden auf dem Gemeindegebiet die nach Westen verlaufenden Bäche Bösenbach und Tiefenbach, wobei der Tiefenbach gleichzeitig die Nordgrenze zu Außervillgraten markiert. Zudem entwässert der von Norden nach Süden verlaufende Gaisbach kurz vor der Mündung in den Villgratenbach, wobei Panzendorf auf dem Schuttkegel von Villgratenbach und Gaisbach errichtet wurde. Tessenberg liegt hingegen am Schuttkegel des Tessenbergbaches, der in die Drau mündet. Höchste Erhebung im Norden der Gemeinde im Bereich der Villgrater Berge ist der Glinzzipf mit dem Tessenberger See auf 2126 m ü. A.
Im Süden des Gemeindegebietes umfasst Heinfels fasst ausschließlich das von Süden nach Norden verlaufende Kaserbachtal, an dessen südlicher Verlängerung das Hollbrucker Eck mit 2573 m ü. A. liegt. Der Kaserbach mündet in den auf dem Gemeindegebiet von Sillian entspringenden Sägebach, der bei Rabland in die Drau mündet.

### Nachbargemeinden
|         | Außervillgraten                             |           |
| Sillian | Kompassrose, die auf Nachbargemeinden zeigt | Strassen  |
|         |                                             | Kartitsch |

## Geschichte
Im 6. und 7. Jahrhundert fielen in das Gebiet von Heinfels immer wieder Slawen und Awaren ein. Christianisiert wurde die Region unter dem bayrischen Herzog Tassilo III. Von ihm werden auch die Dorfnamen „Tessenberg“ und „Tassenbach“ abgeleitet. Erstmals urkundlich erwähnt wurde Tessenperch im Jahr 1266 und um 1300 findet sich erstmals die Erwähnung eines Meierhofes im Gebiet von Panzendorf. Die Gemeinde Ponzendorf wurde selbst erst 1364 genannt. Der Name der Gemeinde, Heinfels, stammt jedoch von der örtlichen Burg Heinfels, deren Gründung der Sage nach den Hunnen zugeschrieben wird. Tatsächlich wurde die Burg erst um 1210 errichtet. Von der urkundlichen Ersterwähnung eines Otto Welf de Hunenvelse im Jahr 1239 leitet sich schließlich auch der Name Heinfels ab.
1974 wurde durch Zusammenlegung der Gemeinden Panzendorf und Tessenberg die Gemeinde Heinfels geschaffen.

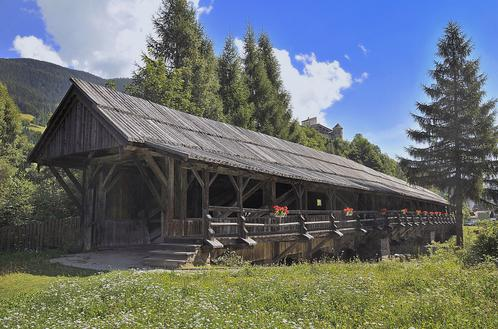
Blick auf die Punbrugge, im Hintergrund Burg Heinfels

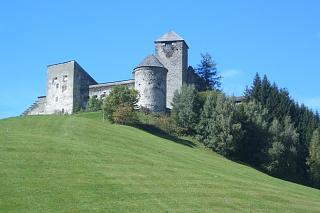
Ansicht der Burg Heinfels, welche zwischen 1442 und 1534 im Besitz der Herren Von Graben von Stein war.

## Bevölkerung

### Bevölkerungsstruktur
2012 lebten in der Gemeinde Heinfels 1.007 Menschen. Nach der Volkszählung 2001 Ende waren 98,2 % der Bevölkerung österreichische Staatsbürger (Tirol: 90,6 %), bis zum Jahresbeginn 2012 sank der Wert nur unbedeutend auf 96,1 %. Zur römisch-katholischen Kirche bekannten sich 2001 98,5 % der Einwohner (Tirol: 83,4 %), 0,7 % waren evangelisch, 0,2 % hatten kein religiöses Bekenntnis.
Der Altersdurchschnitt der Gemeindebevölkerung lag 2001 deutlich unter dem Landesdurchschnitt. 25,5 % der Einwohner von Heinfels waren jünger als 15 Jahre (Tirol: 18,4 %), 58,5 % zwischen 15 und 59 Jahre alt (Tirol: 63,0 %). Der Anteil der Einwohner über 59 Jahre lag mit 16,0 % unter dem Landesdurchschnitt von 18,6 %. Der Altersdurchschnitt der Bevölkerung von Heinfels stieg in der Folge deutlich an. Der Anteil der unter 15-Jährigen sank per 1. Jänner 2012 auf 16,9 %, während der Anteil der Menschen zwischen 15 und 59 Jahren auf 66,6 % stieg. Der Anteil der über 59-Jährigen stieg leicht auf 16,5 %. Nach dem Familienstand waren 2001 50,4 % der Einwohner von Heinfels ledig, 44,4 % verheiratet, 3,7 % verwitwet und 1,5 % geschieden.

### Bevölkerungsentwicklung
Die Einwohnerzahl des heutigen Gemeindegebietes von Heinfels schwankte zwischen der 2. Hälfte des 19. Jahrhunderts und den 1930er Jahren stark, wobei bei der Volkszählung 1880 mit 624 Personen vorübergehend ein Spitzenwert erreicht wurde. Bis 1900 sank die Einwohnerzahl jedoch auf nur noch 482 Einwohner ab, um danach von Volkszählung zu Volkszählung wieder zu sinken oder zu steigen. 1934 zählte man in Heinfels mit 549 Personen rund 10 % mehr als bei der Volkszählung 1869, wobei sich in der Folge ein fast durchgehendes Bevölkerungswachstum einstellte. Lediglich in den 1950er Jahren stagnierte die Bevölkerungszahl, die stärksten Steigerungen verzeichnete Heinfels zwischen 1971 und 2001. In dieser Periode wies die Gemeinde eine durchgehend positive Geburtenbilanz von 9 bis 14 % auf und konnte von 1971 bis 1991 auch eine positive Wanderungsbilanz von 5 bis 10 % verzeichnen. Lediglich in den 1990er Jahren verlor die Gemeinde mehr Bewohner durch Abwanderung als zuzogen. Während des ersten Jahrzehnts des 21. Jahrhunderts stagnierte die Bevölkerung auf hohem Niveau, wobei Anfang 2006 mit 1036 Einwohnern ein Höchststand verzeichnet wurde. Der positiven Geburtenbilanz stand jedoch eine überwiegend negative Wanderungsbilanz gegenüber. Seit 2009 steigt der Wegzug aus der Gemeinde so stark, dass dies durch die Geburtenbilanz nicht mehr ausgeglichen werden kann und die Einwohnerzahl wieder sinkt.

## Kultur und Sehenswürdigkeiten
- Burg Heinfels

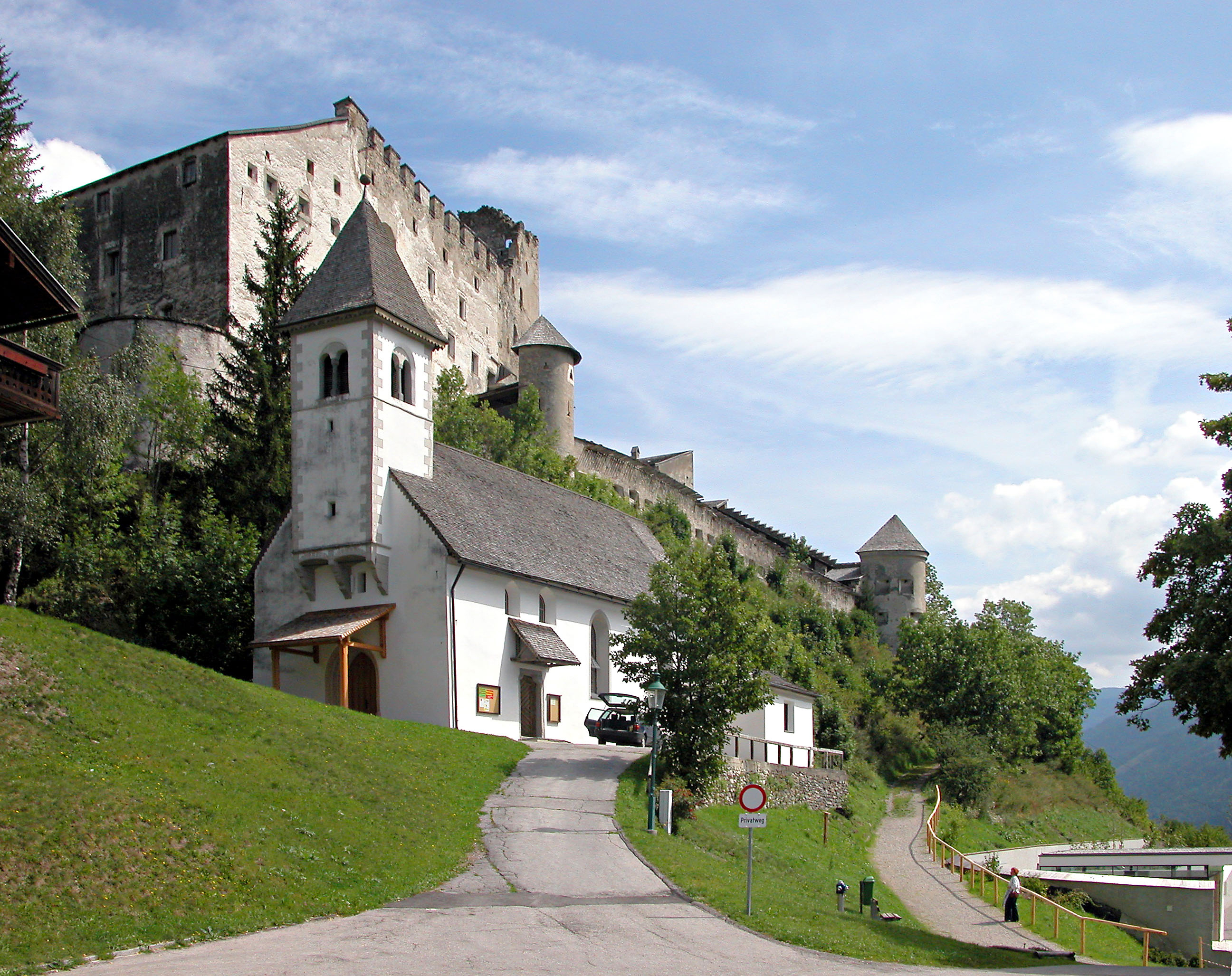
Die Expositurkirche Heinfels unterhalb der Burg Heinfels

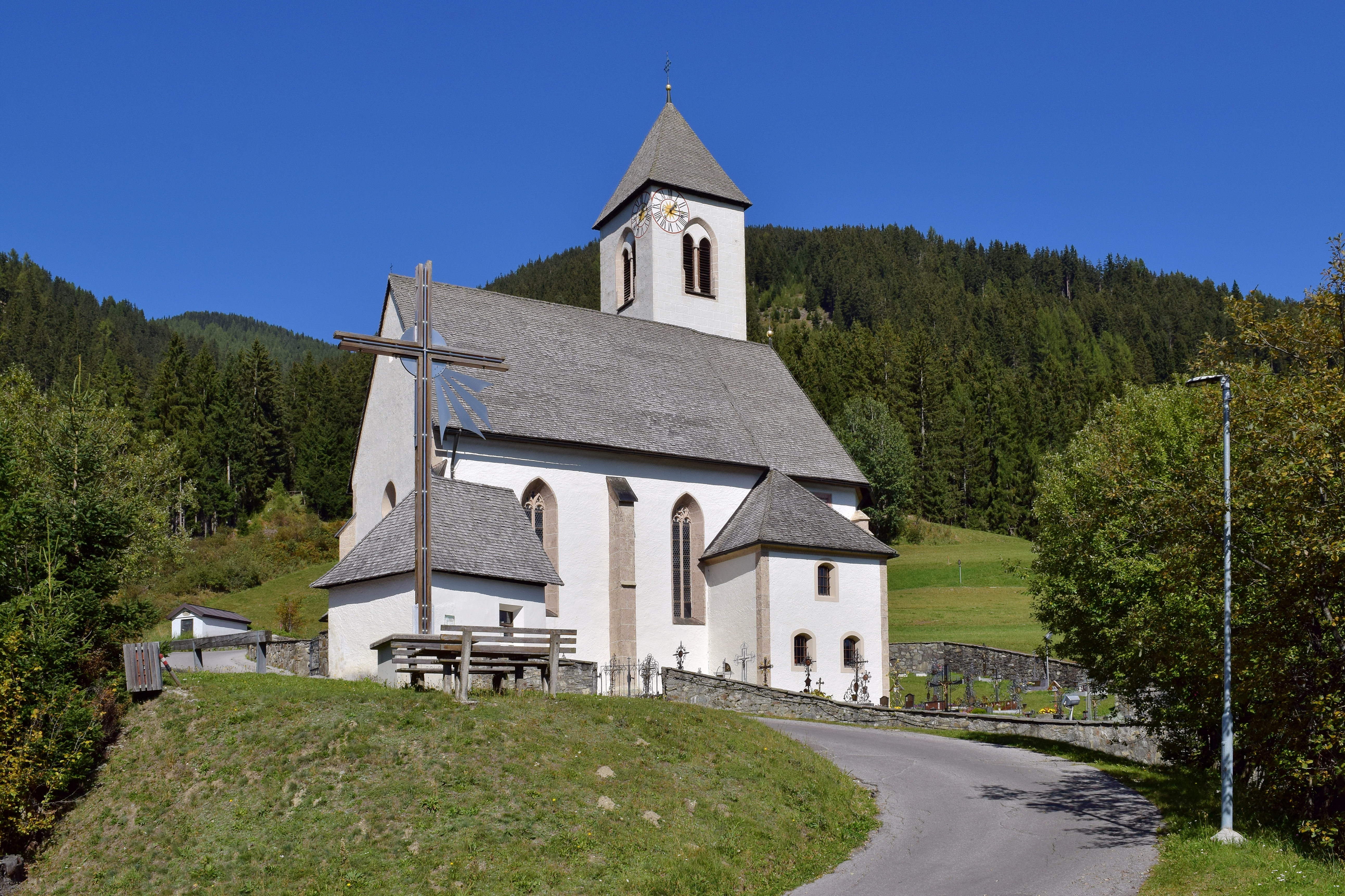
Pfarrkirche Tessenberg

- Katholische Expositurkirche Heinfels Hll. Peter und Paul
- Katholische Pfarrkirche Tessenberg Hll. Johannes der Täufer und Johannes Evangelist

## Vereine und Organisationen
- Freiwillige Feuerwehr im Ortsteil Panzendorf
- Freiwillige Feuerwehr im Ortsteil Tessenberg
- Betriebsfeuerwehr der Fa. E.G.O. Austria
- Musikkapelle Heinfels
- Gemischter Chorverein Heinfels
- Kirchenchor Tessenberg
- Brauchtumsgruppe Heinfels
- Landjugendorganisationen (Tessenberg und Panzendorf)
- Katholische Kirchenorganisationen (Tessenberg und Panzendorf)
- Turn- und Sportunion Heinfels
- Skiclub Hochpustertal
- Seniorengruppe Heinfels

## Wirtschaft und Infrastruktur

### Arbeitsstätten und Beschäftigte

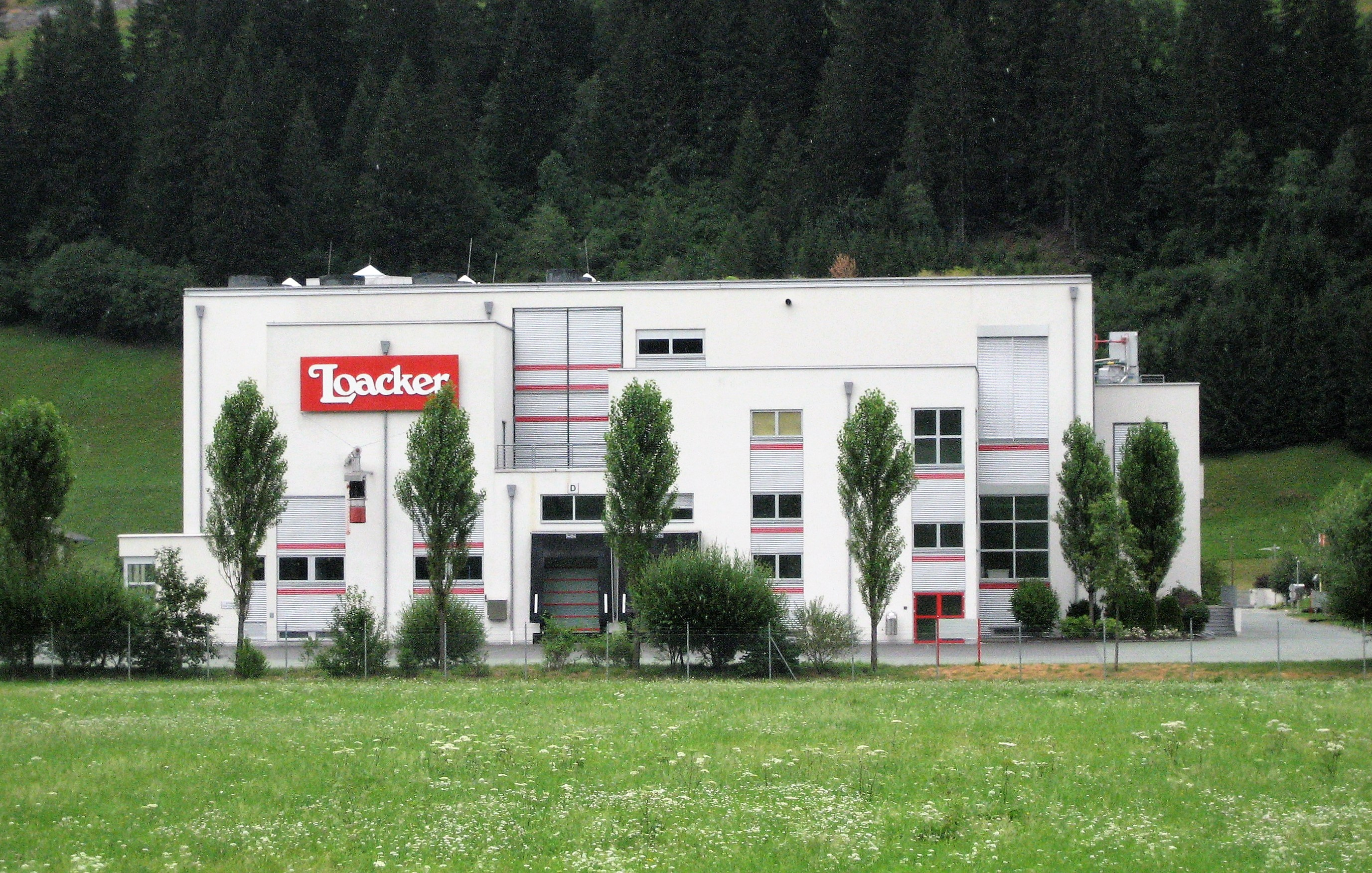
Loacker-Werk

Die im Rahmen der Volkszählung durchgeführte Arbeitsstättenzählung ergab 2001 in Heinfels 38 Arbeitsstätten mit 616 Beschäftigten (ohne Landwirtschaft), wobei 95 % unselbstständig Beschäftigte waren. Die Anzahl der Arbeitsstätten war dabei gegenüber dem Jahr 1991 um zehn Betriebe (plus 36 %) gestiegen, die Anzahl der Beschäftigten jedoch um 10 Personen (2 %) gesunken. Wichtigster Wirtschaftszweig war 2001 die Sachgütererzeugung mit fünf Betrieben und 419 Beschäftigten (68 % der Beschäftigten in Heinfels). Die größte Betriebszahl fand sich hingegen mit neun Betrieben im Bauwesen, wo 51 Personen beschäftigt waren (8 % der Beschäftigten). Daneben spielte auch der Handel mit sieben Arbeitsstätten und 69 Beschäftigen (11 % aller Beschäftigen) eine wichtige Rolle. In Heinfels befindet sich eine Niederlassung des Unternehmens E.G.O. aus Oberderdingen (Baden-Württemberg, Deutschland). Vor wenigen Jahren errichtete der aus Südtirol stammende Keks- und Waffelhersteller Loacker ein Werk in Heinfels. Des Weiteren ist ein Kfz-Betrieb, eine Zimmerei, ein Einrichtungshaus und eine Landmaschinenfirma in Heinfels beheimatet. Im Ortszentrum steht ein Supermarkt und ein Einkaufszentrum zur Verfügung. Das Postverteilerzentrum des Postamtes 9920 Sillian wurde nach Heinfels verlegt.
Von den 388 erwerbstätigen Einwohnern aus Heinfels gingen 2001 139 Personen in Heinfels ihrer Beschäftigung nach. 249 mussten zur Arbeit auspendeln. Von den Auspendlern hatten 29 % ihre Arbeitsstätte im benachbarten Sillian und 24 % im Ballungszentrum Lienz. Weitere 22 % hatten im übrigen Bezirksgebiet eine Arbeitsstelle gefunden, weitere 12 bzw. 7 % pendelten nach Nordtirol oder in ein anderes Bundesland, 14 der Einwohner mussten ins Ausland auspendeln. Im Gegenzug pendelten 2001 478 Personen in die Gemeinde ein, womit Heinfels eine der wenigen Gemeinden Osttirols mit positivem Erwerbspendlersaldo war. Die überwiegende Anzahl der Einpendler kam dabei aus den Gemeinden des Pustertales und des Villgratentals sowie aus Lienz.

### Tourismus
Der Tourismus in Heinfels hat für die Gemeinde eine durchschnittliche wirtschaftliche Bedeutung, wobei die Tourismusintensität im Schnitt des Bezirksgebietes liegt, die Nächtigungszahlen jedoch zu den höchsten des Pustertals gehören. Heinfels konnte im Tourismusjahr 2011/12 rund 40.000 Übernachtungen zählen. Im Sommerhalbjahr 2012 verzeichnete Heinfels 19.721, im Winterhalbjahr 2011/12 20.272 Übernachtungen. Sowohl für die Wintersaison, als auch für die Sommersaison verzeichnete Heinfels dabei seit der Jahrtausendwende stark sinkende Nächtigungszahlen und verlor etwa ein Drittel seiner Nächtigungen im letzten Jahrzehnt. Die Gemeinde gehört wie alle übrigen Osttiroler Gemeinden zum Tourismusverband Osttirol, wobei Heinfels in der „Ferienregion Hochpustertal“ organisiert ist.

### Bildung

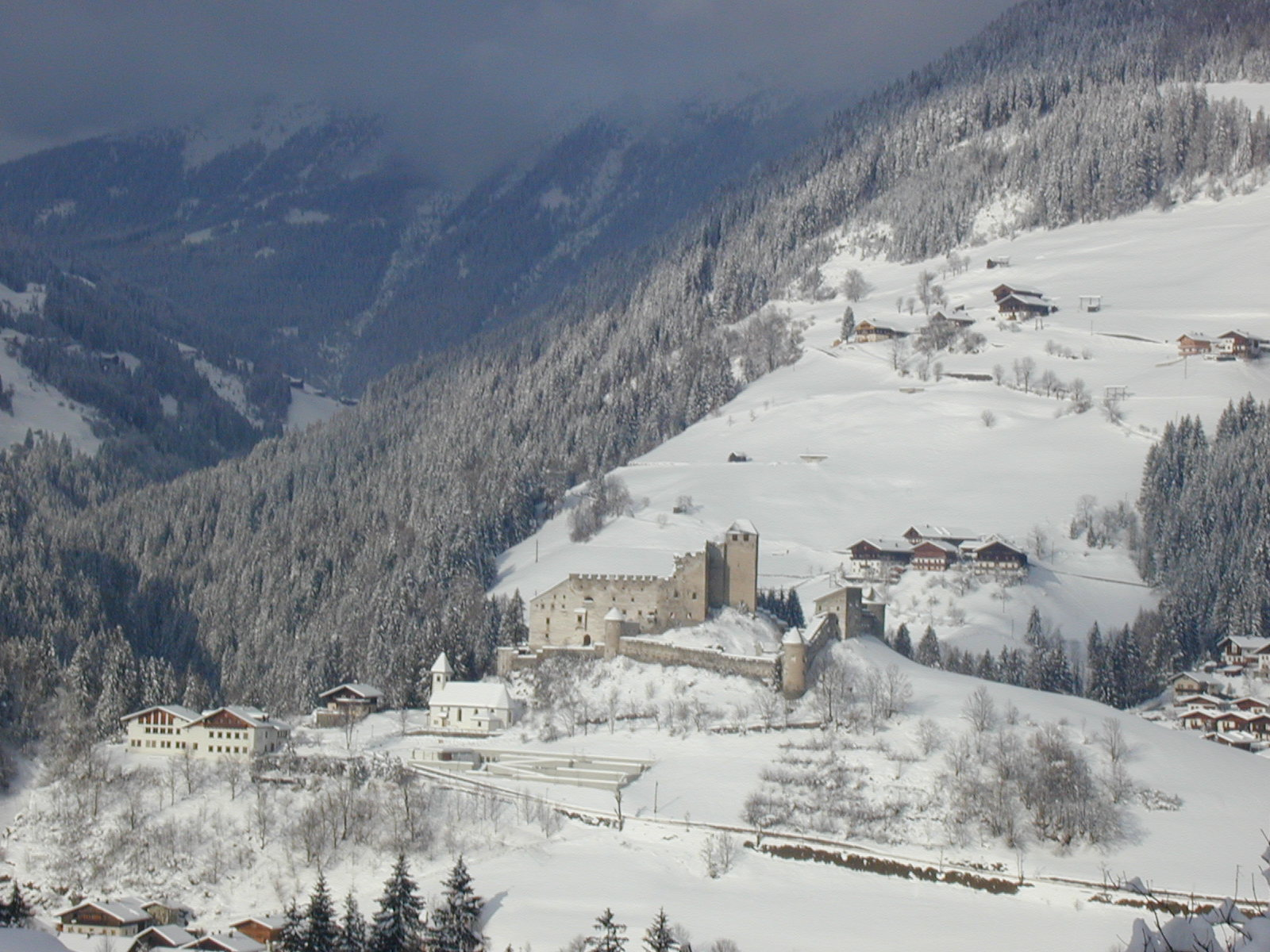
Blick auf die Burg Heinfels mit der St. Peterkirche und der Volksschule Heinfels

Ein regelmäßiger Schulunterricht ist in Panzendorf seit dem Jahr 1804 belegt, wobei der Unterricht bis 1837 im Schloss Heinfels erfolgte. Das erste Schulgebäude brannte 1902 nieder, der Neubau erlitt 1938 dasselbe Schicksal. Das heute noch bestehende Schulgebäude wurde 1939 wie der Vorgängerbau auf dem Schlosshügel nahe der Kirche errichtet und zwischen 1988 und 1989 renoviert bzw. ausgebaut und mit einem Turnsaal ausgestattet. Die Volksschule, die seit 1974 den Namen Volksschule Heinfels führt, wurde zwischen 1948 und 1988 zweiklassig geführt, ab Herbst 1988 existierten drei Klassen, ab dem Herbst 2000 sogar vier Klassen. In Tessenberg erfolgte der Unterricht hingegen lange Zeit durch den Kaplan im örtlichen Widum. Ein eigenes Schulgebäude existierte erst seit 1923. 1976 wurde die Schule in das erweiterte ehemalige Gemeindehaus übersiedelt, wobei das Gebäude zwischen 1993 und 1994 neuerlich um- und ausgebaut wurde. Seitdem wird die Schule in besonderer Schulorganisationsform teilweise zweiklassig geführt. Die Gemeinde Heinfels gehört zum Einzugsbereich der Hauptschule Sillian. Für den weiteren Schulbesuch können die Kinder von Heinfels zudem das Gymnasium, die Handelsakademie oder die Höhere Technische Lehranstalt in Lienz besuchen. Der Kindergarten der Gemeinde wurde 1974 im Gemeindehaus untergebracht und 1996 auf zwei Gruppen erweitert. Der Kindergarten hat an drei Tagen in der Woche auch nachmittags geöffnet und ist während der Schulferien geschlossen.

### Verkehr
Heinfels wird verkehrstechnisch von der Drautalstraße (B 100) an das regionale und überregionale Straßennetz angebunden, wobei die Drautalstraße die Gemeinde mit Lienz im Osten und Sillian im Westen verbindet. Für die Erschließung des Gemeindegebiets ist vor allem die Tessenbergstraße (L325) von Bedeutung, die Heinfels bzw. Panzendorf von der Drautalstraße ausgehend mit Tessenberg und Strassen auf der Sonnenseite des Pustertals verbindet. Des Weiteren verläuft der Beginn der Villgratentalstraße über das Gemeindegebiet von Heinfels und verbindet Heinfels/Panzendorf mit dem Villgratental bzw. den Gemeinden Außervillgraten und Innervillgraten.
Die Drautalbahn führt am rechten Ufer der Drau ursprünglich ohne Halt durch das Gemeindegebiet. 2020 wurde bei Rabland die Haltestelle Heinfels errichtet.

### Abwasser
Heinfels gehört dem Abwasserverband Oberes Pustertal an. Der Abwasserverband betreibt in Anras eine 1990 in Betrieb genommene Kläranlage die für acht Gemeinden die Abwässer reinigt und als Vorfluter die Drau nutzt. Die Kanalisierung der Gemeinde Heinfels war im Jahr 2002 bereits bis auf wenige Einzelobjekte abgeschlossen, wobei in diesem Jahr die 290 abwasserproduzierenden Objekte zu 92 % an die Kanalisation und die Kläranlage angeschlossen waren. Der Abfall, der in der Gemeinde anfällt, wird über den Abfallwirtschaftsverband Osttirol (AWVO) entsorgt.

### Sicherheit und Gesundheit
In Heinfels bestehen sowohl im Ortsteil Panzendorf als auch in Tessenberg eine Freiwillige Feuerwehr. Die Freiwillige Feuerwehr Tessenberg wurde im Jahr 1909 gegründet. Erst 1935 konnte die erste motorbetriebenen Pumpe angekauft werden, 1974 erhielt die Feuerwehr erstmals ein Kleinlöschfahrzeug der Marke Ford Transit. Das 1959 errichtete und mehrmals erweiterte Feuerwehrhaus beherbergt einen Fahrzeug- und Anhängerstellplatz, einen Schlauchturm, einen Kommandoraum mit Florianstation sowie einen Atemschutz- und Technik-Raum. Die FF Tessenberg besitzt ein Löschfahrzeug und einen Tragkraftspritzenanhänger. Die Freiwillige Feuerwehr Panzendorf wurde am 28. Oktober 1906 gegründet, wobei ein Brand in der Volksschule Heinfels im Jahre 1938 sämtliche Aufzeichnungen der FF Panzendorf vernichtete. Das am Villgratenbach gelegene Feuerwehrhaus beherbergt ein Mannschaftstransportfahrzeug, ein Kleinlöschfahrzeug und ein Tanklöschfahrzeug. Bezüglich des Gesundheitswesen ist Heinfels gemeinsam mit den Gemeinden Außervillgraten, Innervillgraten, Sillian, Strassen, Kartitsch, Obertilliach und Untertilliach im Sozialsprengel Osttiroler Oberland organisiert. Im Gesundheitssprengel werden beispielsweise Gesundheitsleistungen wie Alten- und Pflegehilfe, Heim- und Haushaltshilfe, Palliativpflege und Familienhilfe organisiert.

## Politik

### Gemeinderat
In den Gemeinderat werden 13 Mitglieder gewählt. Die Wahl 2022 ergab folgende Mandatsverteilung:
- 13 Mandate: Gemeinsam für Heinfels

### Bürgermeister
Zum Bürgermeister gewählt wurde Georg Hofmann.

### Wappen
Die schwarzen Zinnen im Wappen der Gemeinde weisen auf die Burg Heinfels hin, die für den Gemeindenamen Pate steht. Der goldene Löwe, Wappentier der Grafen von Görz, kündet von deren einstiger Herrschaft.

### Partnergemeinde
Seit 1991 besteht eine Partnerschaft mit der Stadt Oberderdingen (Baden-Württemberg, Landkreis Karlsruhe).

## Persönlichkeiten

### Ehrenringträger der Gemeinde Heinfels
Nach dem Datum der Verleihung (nach Datum): Christine Zuenelli-Loacker, Johann Pitterl, VD Johann Auer, Anton Webhofer, Heinz Treffinger, Kom.-Rat Ing. Alfons Pucher, Franz Kofler, Ing. Karl Fischer, Johann Riedler

### Ehrenbürger der Gemeinde Heinfels
Heinz Treffinger, Herbert Aichner, Alfons Pucher, Franz Kofler, Peter Wierer, Peter Kofler, Cons. Anton Libiseller

### Söhne und Töchter der Gemeinde Heinfels
- Franz Josef Kofler (1894–1961), Priester, Lehrer, Literat und Käferforscher
- Konrad Huber (* 1965), römisch-katholischer Theologe und Hochschullehrer
- Bernhard Aichner (* 1972), Schriftsteller und Fotograf